# Aulacophora limbata
Aulacophora limbata es un coleóptero de la familia Chrysomelidae.
Fue descrita científicamente por primera vez en 1800 por Illiger.